# Garizim
För berget på Västbanken, se Gerisim
Garizim är en folkmusiktrio från Sverige. 

## Medlemmar
- Johannes Geworkian Hellman: vevlira
- Elias Frigård: saxofon
- Jordi Carrasco Hjelm: kontrabas

## Diskografi
2011 - "Fri"
2015 - "See The Birds Are Coming"